# Asthenargus niphonius
Espèce
Asthenargus niphonius est une espèce d'araignées aranéomorphes de la famille des Linyphiidae.

## Distribution
Cette espèce se rencontre au Japon et en Corée du Sud.

## Description
Le mâle holotype mesure 2,07 mm et la femelle paratype 1,95 mm.

## Publication originale
- Saito & Ono, 2001 : « New genera and species of the spider family Linyphiidae (Arachnida, Araneae) from Japan. » Bulletin of the National Science Museum, sér. A, vol. 27, p. 1-59 (texte intégral).